# Pere Abad
Pere Abad fou un sochantre o cantor que assistí a la conquesta de Sevilla i fou un dels poetes premiats per Ferran III de Castella. Publicà un Tratado de Música Sacra i compongué alguns motets que es conserven a El Escorial. No tenia encara vint-i-set anys quan fou nomenat capellà i consultor del rei. En el més antic exemplar que es conserva del Poema del Cid s'hi llegeix que Pere Abad, el va escriure; en virtut d'aquesta frase, encara perdura una viva polèmica entre els historiadors de la literatura espanyola, sobre si Pere Abad fou autor o solament copista del poema; modernament preval l'última d'aquestes opinions, la qual es basa principalment en el fet que els antics autors empraven els mots castellans fer o facer per a 'compondre', i el de escrebir, per a 'copiar'. Un argument en contra d'aquesta opinió és que, en el Poema d'Alexandre, per Juan Lorenzo de Segura, clergue d'Astorga, s'hi llegeix:
I tanmateix s'admet generalment que Juan Lorenzo és l'autor d'aquest poema, però això tampoc resulta completament provat. Diu Pere Abad que escriví el poema el mes de mayo, era 1245 años, i aquest és un altre argument per creure que solament el va copiar, car compondre'l li hauria portat més temps, donada l'extensió de l'obra; això s'ha contestat que no tindria res d'estrany que es compongués en menys d'un mes, tenint en compte la poca cura que revela en la rima i en la mesura dels versos. Res no es pot assegurar en absolut, quan Pere Abad posa la data de llur obra es refereix a l'era romana o espanyola, la qual es diferenciava en 38 anys més de la cristiana vulgar. Aquesta fou introduïda a Espanya molt posteriorment, a la fi de l'edat mitjana.